# Kejvi
Kejvi (en georgiano: კეხვი; en ruso: Кехви) o Chej (en osetio: Чъех) fue un pueblo que pertenece a la parcialmente reconocida República de Osetia del Sur, parte del distrito de Tsjinval, aunque de iure pertenece al municipio de Kurta de la región de Iberia Interior de Georgia.

## Geografía
Kejvi está situado en el lado izquierdo del río Gran Liajvi, 7 km al norte de Tsjinvali, capital de Osetia del Sur. 

## Historia
El pueblo fue fundado presumiblemente a finales del siglo XV. León Bagrationi, el último príncipe de Iberia, llegó al valle de Liajvi y el 20 de julio emitió un manifiesto en el pueblo de Kejvi, llamando a los nobles de Iberia y a los osetios a unirse al levantamiento antirruso. León Bagrationi planeaba unirse con los rebeldes imerecios y osetios bajo el liderazgo de su primo, el depuesto rey Salomón II, y luego, con la ayuda de los ejércitos turco y persa, expulsar a los rusos de Georgia. En septiembre de 1810, unidades rusas bajo el mando del coronel Stahl derrotaron a los principales destacamentos rebeldes en Kejvi. Se quemaron casas rebeldes y se volaron torres de clanes osetios, además de que los príncipes Machabeli fueron arrestados.
Con la fundación de la República Socialista Soviética de Georgia, el pueblo de Kejvi comenzó a crecer y a estar más densamente poblado. En la década de 1930, cuando ya formaba parte del óblast autónomo de Osetia del Sur, muchas familias osetias aparecieron en el pueblo
Kejvi fue una de las cuatro grandes aldeas que formaron un “enclave georgiano” en la autovía transcaucásico. Durante el conflicto georgiano-osetio, durante el asedio de Tsjinvali, la población osetia (hasta el 10%) de estas aldeas fue expulsada, mientras que al comienzo mismo del conflicto, las poblaciones georgiana y judía fueron expulsadas de los enclaves osetios y de Tsjinvali. Durante la guerra de Osetia del Sur de 1991-1992, los georgianos lograron controlar el pueblo. 
El 21 de agosto de 2005, se detonó una granada en la aldea a 30 metros del puesto de control de las fuerzas de paz rusas. El comandante en funciones del batallón georgiano de las Fuerzas Conjuntas de Mantenimiento de la Paz, Mamuka Kurashvili, dijo que el disparo se realizó con un lanzagranadas desde el territorio controlado por el grupo armado osetio.
La población georgiana fue evacuada en vísperas de la guerra ruso-georgiana de agosto de 2008 a Georgia, y posteriormente sus casas fueron incendiadas bajo el control del Ministerio del Interior de Osetia del Sur. Durante la guerra la aldea fue objeto de bombardeos rusos, con informes de la destrucción de una escuela local y al menos tres muertes, según un informe de Human Rights Watch. Después de la guerra, la aldea quedó despoblada y dejó de existir, y su territorio quedó bajo el control de las autoridades de la República de Osetia del Sur.

## Demografía
La evolución demográfica de Kejvi entre 1916 y 2015 fue la siguiente:
| 554                                                      | 854 | 1104 | 1117 | 0 |
| (Fuente: Population of South Ossetia since Soviet times) |     |      |      |   |

Según el censo soviético de 1959, la mayoría de la población local eran osetios. En el censo ruso de 1916, el soviético de 1989 y el de 2002 realizado por las autoridades georgianas, que controlaban Kejvi, la composición étnica del pueblo es la siguiente:
|              | 1916      | 1916       | 1989      | 1989       | 2002      | 2002       |
| Grupo étnico | Población | Porcentaje | Población | Porcentaje | Población | Porcentaje |
| ------------ | --------- | ---------- | --------- | ---------- | --------- | ---------- |
| Georgianos   | 544       | 98,2%      | 1016      | 92%        | 1073      | 96%        |
| Osetios      | 10        | 1,8%       | 88        | 8%         | 44        | 4%         |
| Total        | 554       | 100%       | 1104      | 100%       | 1117      | 100%       |

## Economía
Al norte del pueblo hay una pequeña represa hidroeléctrica, que en 2007 alcanzó 1 megavatio de potencia.

## Infraestrucctura

### Transporte
Por Kejvi pasa la autovía transcaucásica, que une Gori y Osetia del Norte-Alania.